# Агапийский монастырь
Агапийский монастырь, монастырь Агапия (рум. Mănăstirea Agapia) в честь святых архангелов Михаила и Гавриила — женский монастырь Ясской архиепископии Румынской православной церкви в коммуне Агапия Нямецкого жудеца. В противоположность скиту Агапия-Векэ (с рум. — «Старая Агапия») иногда называется монастырём Агапия-Ноуэ (с рум. — «Новая Агапия»), или монастырь Агапия-дин-Вале (с рум. — «Агапия-в-долине») в противоположность тому же скиту, который ещё называют Агапия-дин-Дял (с рум. — «Агапия-на-холме»).
Название монастыря происходит от имени отшельника Агапия, основавшего скит с церковью в честь Преображения Господня, который сейчас называется Старой Агапией. В начале XVII века часть монахов преселяется в долину и строит здесь деревянную церковь. В 1641—1643 годах гетман Гавриил Коч, брат господаря Василия Лупу, возводит каменную церковь по проекту архитектора Энаке Ктиси из Константинополя. 12 сентября 1646 года митрополит Молдавский Варлаам освятил её в честь святых архангелов Михаила и Гавриила. На освящении присутствовал гоподарь Василий Лупу. Монастырь пострадал от турок и татар в 1671—1672 годах, затем разграблен татарами зимой 1674—1675 годов, поляками в 1680 году, а также пострадал от войск польского короля Яна III Собеского в 1689—1693 годах.
В начале XIX века митрополит Вениамин (Костаки) принимает решение открыть в монастыре Сокола в Яссах духовную семинарию, в связи с чем 50 монахинь из Соколы были переселены в Агапийский монастырь, а монахи из Агапийского монастыря — в Секульский. В 1803 году по господарскому хрисовулу Александра Мурузи Агапийский монастырь преобразован в женский. Настоятельницей обители стала Елисавета (Костаки), сестра митрополита Вениамина, управлявшая монастырём до 1834 года. 16 сентября 1821 года сожжён турками и восстановлен до 1823 года.
31 августа 1847 года в южной части монастыря освятили параклис в честь Рождества Пресвятой Богородицы и Собора всех святых. Иконостас параклиса господарь Михаил Стурдза привёз из Бисериканского монастыря. В 1858—1861 годах при настоятельнице Тавефте (Урсаке) стены кафоликона расписал молодой художник Николае Григореску, после чего церковь повторно освящена митрополитом Каллиником (Миклеску). В 1995 году в монастыре начаты масштабные реставрационные работы, завершившиеся в 2009 году.
В 2012 году в монастыре насчитывалось около 340 монахинь, что делало его вторым крупнейшим в Румынии после монастыря Вэратек.